# On Your Feet
On Your Feet é o álbum de estreia da banda Spoken, lançado em 22 de Setembro de 1998.

## Faixas
1. "On Your Feet" — 2:50
2. "Eyes of a Blind Man" — 3:18
3. "Stupid People" — 1:59
4. "Face the Son" — 3:05
5. "Through Your Veins" — 4:25
6. "Let Go" — 2:25
7. "Louder" — 3:55
8. "Out of His Head" — 1:31
9. "Pride in His Face" — 3:05
10. "The Way You Want Me to Be" — 3:27
11. "Another Day" — 3:16
12. "Fear in His Eyes" — 2:38
13. "Think for Yourself" — 22:21